# Bataille d'Ernée
Guerre de Vendée
Batailles
La bataille d'Ernée est un combat survenant le 2 novembre 1793, pendant la virée de Galerne, lors de la guerre de Vendée, entre les Vendéens de l'Armée catholique et royale et l'armée républicaine. Elle s'achève par la prise de la ville d'Ernée par les Vendéens, venus de Mayenne. Ces derniers quittent la ville dès le lendemain pour marcher sur Fougères.

## Prélude
Battus par les républicains à la bataille de Cholet, le 17 octobre 1793, les Vendéens  franchissent la Loire les 18 et 19 octobre et passent au nord du fleuve, ce qui provoque le début de la campagne de la virée de Galerne. Ils prennent Laval le 22 octobre 1793, repoussent la contre-attaque républicaine à la bataille d'Entrammes le 26 octobre, puis prennent trois jours de repos. Mais le conseil militaire est indécis,. Talmont propose de marcher sur Paris ou bien de tenter de rejoindre les Autrichiens supposés être en Picardie,. Ce plan rencontre l'opposition de La Rochejaquelein, qui penche pour un retour en Vendée ou bien pour une offensive sur Rennes afin de provoquer l'insurrection de la Bretagne,. Ce dernier plan est également activement soutenu par Stofflet.
Le 25 octobre, les administrateurs de Fougères envoient les 400 hommes du 8e bataillon du Calvados à Ernée , un gros bourg situé à mi-chemin de la route de Laval. Environ 17 000 réquisitionnaires sont également rassemblés dans la ville de Mayenne sur ordre du général Rossignol et placés sous le commandement du général Lenoir de La Cochetière,. Beaucoup ne sont cependant armés que de piques et de bâtons, et le 30 octobre la vue de seulement six cavaliers vendéens à Martigné-sur-Mayenne suffit à provoquer une panique générale,. Le 1er novembre, l'armée vendéenne sort de Laval et se porte sur Mayenne. Le conseil militaire vendéen étant alors toujours indécis, Stofflet, à la tête de l'avant-garde, prend l'initiative de la marche et entraîne avec lui le reste de l'armée,,. Lenoir tente alors de faire déployer ce qui reste de ses troupes, mais une fois encore les réquisitionnaires paniquent avant d'apercevoir le moindre combattant vendéen. Mayenne est évacuée sans combat et Lenoir se replie en désordre sur Alençon. La ville est ensuite prise dans la soirée par l'armée vendéenne qui s'y arrête pour la nuit. Pendant ce temps à Ernée, le 8e bataillon du Calvados et d'autres réquisitionnaires prennent également la fuite et se replient sur Fougères,. Cependant lorsqu'il apprend la retraite de ses troupes à Ernée, l'adjudant-général Brière, commandant de la place de Fougères, expédie aussitôt de nouvelles troupes pour réoccuper le bourg,,,.

## Forces en présence
Commandée par Henri de La Rochejaquelein, l'Armée catholique et royale compte alors 30 000 combattants à pied et 30 à 50 pièces d'artillerie,. Elle a été renforcée à Laval par environ 6 000 à 10 000 Bretons et Mayennais, désignés sous le nom de « Petite Vendée », et selon les mémoires de la marquise de La Rochejaquelein, elle dispose de précisément 36 canons lorsqu'elle quitte la ville. La cavalerie compte quelques centaines d'hommes, commandées par Antoine-Philippe de La Trémoille, prince de Talmont.
Côté républicain, le 19e régiment d'infanterie légère  — ou chasseurs d'Imbert — marche en tête, suivi par le 6e bataillon de volontaires de la Côte-d'Or,, peut-être quelques autres bataillons et deux, trois à quatre canons. Selon le témoignage signé devant le Comité de surveillance de Saint-Lô de Jean Lesourdain, volontaire du 6e bataillon de la Côte-d'Or, mais originaire du district de Carentan dans la Manche, moins de 3 000 hommes au total prennent part à la bataille côté républicain.

## Déroulement
Le matin du 2 novembre, l'avant-garde vendéenne quitte Mayenne et marche sur Ernée. La cavalerie vendéenne pénètre dans le bourg la première, mais peu de temps après son entrée, alors qu'elle s'occupe de chercher des logements, les républicains font leur apparition à l'entrée ouest,. Les cavaliers battent aussitôt en retraite et reculent jusqu'à Charné, à l'est. Les chasseurs se lancent à leur poursuite, traversent le bourg, mais ils se heurtent bientôt à l'avant-garde de l'infanterie vendéenne sur la route de Mayenne,.
Les quelques canons républicains ouvrent le feu, auxquels répondent les pièces vendéennes. À la tête de l'artillerie d'avant-garde, l'officier royaliste Bertrand Poirier de Beauvais fait mettre quatre canons en batterie sur une hauteur. Les fantassins vendéens font quant à eux mouvement sur la droite et la gauche du grand chemin afin d'envelopper les chasseurs. Attaqués sur les flancs et inférieurs en nombre, ces derniers prennent rapidement la fuite,. Ils traversent le bourg en sens inverse sans s'arrêter, mais ils sont rattrapés aux Chauffaux par la cavalerie qui sabre les fuyards et capture les canons,. Les rescapés se replient sur Fougères,.
Après ces combats, l'armée vendéenne reste à Ernée pour y passer la nuit. Elle réquisitionne des grains et des fourrages et abat l'arbre de la liberté. Elle quitte Ernée le lendemain à 10 heures du matin, afin de marcher sur Fougères.

## Pertes
Les pertes de la bataille ne sont pas connues avec exactitude. Un sous-lieutenant du 19e régiment d'infanterie légère, nommé Rallu, capturé par les Vendéens lors de la bataille, chiffre les pertes des forces républicaines à 400 hommes. Mithois commissaire délégué dans le département d'Ille-et-Vilaine écrit le 4 novembre aux administrateurs de la Manche à Coutances que 400 chasseurs du 19e régiment ont été tués. Selon l'officier du génie Alexandre Magnus d'Obenheim, moins de la moitié des chasseurs d'Imbert parviennent à regagner Fougères. Dans ses mémoires le chef royaliste Robert Julien Billard de Veaux écrit pour sa part qu'une centaine de républicains trouvent la mort lors de la bataille contre quelques hommes du côté des Vendéens.